# Rothmannia urcelliformis
Rothmannia urcelliformis är en måreväxtart som först beskrevs av William Philip Hiern, och fick sitt nu gällande namn av Arthur Allman Bullock och Robyns. Rothmannia urcelliformis ingår i släktet Rothmannia och familjen måreväxter. Inga underarter finns listade i Catalogue of Life.